# Jacopo Sipari di Pescasseroli
Jacopo Sipari di Pescasseroli (L'Aquila, 5 novembre 1985) è un direttore d'orchestra italiano.

## Biografia
Ha compiuto gli studi di Direzione d'orchestra, Composizione e Direzione di Coro al Conservatorio Giuseppe Tartini di Trieste ed è laureato in Giurisprudenza e Diritto canonico. Direttore musicale dell'Istituzione Sinfonica Abruzzese e del Teatro dell'Opera di Varna, è direttore artistico del Teatro nazionale dell'Opera e del Balletto di Tirana e del Festival internazionale di Mezza Estate a Tagliacozzo.
Più volte ospite del Festival Puccini di  Torre del Lago, ha diretto produzioni liriche italiane e internazionali. Con le sue orchestre ha diretto anche concerti di Ricky Martin, Il Volo, Anastacia e Amii Stewart.

## Discografia
- Turandot - Orchestra e Coro della Fondazione Festival Pucciniano / Lokar, Park, Cappelletti (Paramax Puccini: Film, 2018)[8]
- “Mr Puccini by Cinzia Tedesco" – Orchestra Puccini Festival Foundation / Tedesco, Iodice, Girotto, Salis (Sony Classical, 2019)[9]